# Alfred Gustav Friedrich von Domhardt
Alfred Gustav Friedrich von Domhardt (* 20. August 1792 in Worienen, Kreis Preußisch Eylau; † 23. Mai 1856 in Bestendorf) war ein deutscher Gutsbesitzer.

## Leben
Alfred Gustav Friedrich von Domhardt war der Sohn des Kammerpräsidenten und Gutsbesitzers Ludwig Friedrich von Domhardt und dessen Ehefrau Agnes Theresia Honorata, geborene Gräfin von Leszczyc Radolino Radolinska. Er hatte noch eine Schwester Anna Therese Friederike Adelheid (* 2. Mai 1791; † unbekannt).
Domhardt begann 1811 an der Universität Königsberg Kameralistik zu studieren. Aufgrund der Befreiungskriege unterbrach er sein Studium, trat 1813 in das Jäger-Detachement des 1. Leib-Husaren-Regiments der Preußischen Armee ein und war am 2. Mai 1813 an der Erstürmung von Halle (Saale) beteiligt. Am 28. Mai 1813 kämpfte er in Hoyerswerda und am 4. Juni 1813 bei Luckau. Mit der 1. Eskadron war er während des Herbstfeldzuges an den Schlachten bei Großbeeren, Dennewitz, Leipzig sowie Lier und Hoogstraten in Holland und an den Gefechten bei Zutphen, Droste, Conde und Compiègne beteiligt. Im März 1814 wurde er zum Sekondeleutnant befördert und erhielt das Eiserne Kreuz II. Klasse. Von 1815 bis 1817 war er in Posen stationiert und bat dann um seine Entlassung.
Domhardt nahm seine Studien wieder auf und hatte bereits seine Prüfung als Auskultator bestanden, als er auf Bitten seiner Familie, nach dem Tod seines Vaters, die Verwaltung der Güter in Worienen übernahm. Er musste die Güter nach Jahren jedoch verkaufen und pachtete 1832 das Gut Egdeln bei Landsberg. 1837 kam er nach dem Majorat in den Besitz der Güter seines Onkels Otto Heinrich Friedrich von Domhardt (1756–1835) in Bestendorf, Wilmsdorf und Schrombehnen im Landkreis Preußisch Eylau.
1851 ernannte ihn König Friedrich Wilhelm IV. zum Ehrenritter des Johanniterordens und nach der Wiederherstellung der evangelischen Balley Brandenburg schloss er sich der preußischen Provinzial-Genossenschaft des Ordens an.
Am 11. Mai 1840 heiratete er Franziska von Rosenberg-Gruszinska. Gemeinsam hatten sie acht Kinder:
- Johanna Therese Wilhelmina Augusta (* 14. April 1841; † unbekannt);
- Alfred Ludwig Franz Friedrich (* 12. Mai 1842; † 26. August 1862 in Kloster Allerheiligen), Student;
- Ernestine (* 26. November 1843 in Bestendorf; † 16. Februar 1893 in Berlin) ⚭ Carl Ludwig Ferdinand Freiherr von der Goltz (1837–1918), Herr auf Wolfshöhe bei Nordenburg, preußischer Oberstleutnant und Gutsherr;
- Auguste Therese Friederike (* 22. Oktober 1845; † unbekannt);
- Franziska Pauline (* 14. Oktober 1846; † unbekannt);
- Gebhard Lebrecht Fürchtegott (* 18. Juni 1847; † 1896);
- Franz Ludwig Wilhelm (* 19. März 1850; † unbekannt);
- Gertrud Marie (* 5. Januar 1852; † 1929) ⚭ Georg Graf zu Dohna (1850–1912), Gutsbesitzer in Wundlacken und Besitzer von Schloss Finckenstein.

Nach dem Tod von Domhardt ging der Besitz auf seinen ältesten Sohn Alfred über, der allerdings als Jura-Student in Heidelberg bei der Besteigung des Glockenturms des Klosters Allerheiligen tödlich verunglückte, so dass der Sohn Gebhard Lebrecht Fürchtegott das Erbe antrat.
Als das Gut Bestendorf 1945, nach der Flucht des letzten Besitzers, in polnischen Staatsbesitz überging, hatte es zwischenzeitig eine Größe mit einer Fläche von 5.435 ha, von denen 2.800 ha land- und 2.465 ha forstwirtschaftlich genutzt wurden, erreicht. Es wurden Trakehner gezüchtet und über 2000 Stück Nutzvieh unterhalten.

## Trivia
Während Domhardt versuchte, den Familienbesitz in Worienen zu erhalten, lernte er 1818 Elisabeth Zimmer (* 6. November 1797 in Kissitten; † unbekannt), die als Magd auf dem Hof beschäftigt war, kennen. Gemeinsam hatten sie fünf uneheliche Kinder:
- Friedrich Ludwig Alfred Zimmer (* 3. Oktober 1819 in Worienen; † unbekannt);
- Juliane Elisabeth Theresia Zimmer (* August 1823; † unbekannt);
- Gustav Heinrich Wilhelm Zimmer (* September 1827; † unbekannt);
- Carl Ernst Rudolph Zimmer (* 4. November 1833 in Egdeln; † unbekannt);
- Friedericke Auguste Adelheid Zimmer (* 2. März 1836; † unbekannt).

Nach der Geburt des letzten Kindes erwarb Domhardt das in der Nähe von Landsberg gelegene Köllmische Gut Salwarschienen von Johann Heinrich Nikutowski. Im Juni 1836 überträgt er den Besitz an Elisabeth Zimmer, die nun mit ihren Kindern auf dem Gut Salwarschienen lebte. Weiterhin verpflichtete er sich, jährlich 200 Reichstaler an die Familie zu zahlen, bis das jüngste Kind das 16. Lebensjahr vollendet hatte. Auch nach seiner Eheschließung mit Franziska von Rosenberg-Gruszinska kümmert er sich nachweislich um seine unehelichen Kinder und deren Mutter.